# Ziemovit IV van Mazovië
Ziemovit IV van Mazovië (ca. 1352 - 5 december 1425) was een zoon van Ziemovit III van Mazovië en van diens eerste echtgenote Euphemia van Troppau.
Hij huwde met Alexandra, dochter van groothertog Algirdas van Litouwen, en werd de vader van:
- Ziemovit V (1389-1442), gehuwd met Margaretha van Ratibor (1410-1459), weduwe van Casimir I van Auschwitz en dochter van Jan II van Troppau
- Jadwiga (1393-1439), gehuwd met Janos Garay
- Cymburgis (-1429), gehuwd met Ernst I van Oostenrijk (1377-1424)
- Euphemia (-1447), gehuwd met Bolesław I van Teschen,
- Alexander (1400-1444), bisschop van Triento, patriarch van Aquileia, kardinaal en pastoor van de Stephansdom te Wenen
- Amelia, in 1413 gehuwd met Willem II van Meißen (1371-1425)
- Casimir II (-1442)
- Trojden II (-1427)
- Wladislaus I (-1455)
- Anna, gehuwd met Michael Boleslaw van Litouwen (-1452)
- Maria (-1454), in 1432 gehuwd met Bogislaw IX van Pommeren
- Catharina , gehuwd met de weduwnaar van haar zuster Maria, Michael Boleslaw van Litouwen (-1452).

Zijn gebied omvatte Czersk, Rawa Mazowiecka, Sochaczew, Płock en Gostynin. In 1381 erfde hij Wisz en in 1387 Bełz. Na 1382 verloor hij echter stelselmatig een groot deel van zijn gebied aan de Duitse Orde (Bełz, Wizna, Zawkrze, Płońsk). Om deze gebieden terug te krijgen nam hij deel aan de Pools-Litouws-Duitse oorlog van 1409–1410 tussen Polen, Litouwen en de Duitse Orde.
Na de dood van Lodewijk I van Hongarije was hij een der Poolse troonpretendenten. In 1383 veroverde hij Koejavië, maar werd spoedig verdreven door de troepen van Klein-Polen en Hongarije. In 1386 werd hij erfelijk vazal van Polen. Het jaar daarop trad hij in het huwelijk met Alexandra, de zuster van de Poolse koning, Jagiello en kreeg het land van Bełz.